# Venetjoki (vattendrag i Sverige)

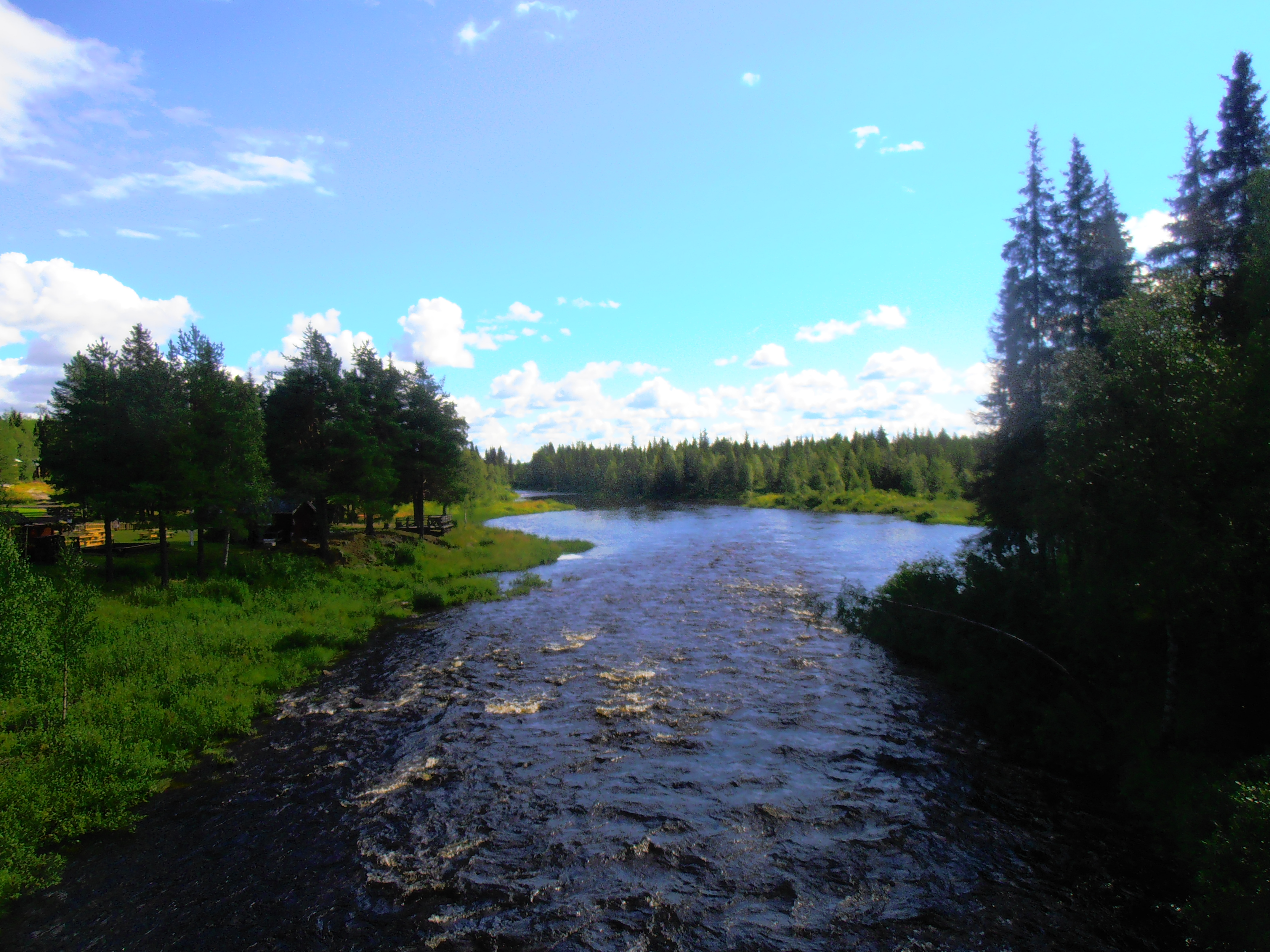
Venetjokis flöde vid Nattavaara by, augusti 2016.

Venetjoki är ett 21 kilometer långt vattendrag i Gällivare kommun, Norrbottens län. Vattendragets huvudavrinningsområde är Råneälven och är drabbat av miljögifter och förändrade habitat.